# Rijak
Rijak (arab. رياق) – miasto w Libanie, w dystrykcie Kada Zahla. W czasie wojny izraelsko-libańskiej w 2006, lotnisko wojskowe było kilkakrotnie bombardowane przez lotnictwo izraelskie.